# Hohegaste
Die Ortschaft Hohegaste ist ein Stadtteil von Leer (Ostfriesland). Der Stadtteil erstreckt sich im Westen der Stadt entlang der Deichstraße an der Ems von Leer (Kernstadt) bis Nüttermoor und grenzt im Osten an Heisfelde. Er hat eine Größe von 392 ha. Zum Stadtteil gehören folgende weitere Wohnplätze: Horst, Heisfelder Siel, Heyenhörn und Steinhaus. Mitten durch Hohegaste verläuft die A31, sie unterquert hier die Ems mit dem Emstunnel. Durch die Ausfahrt Leer-West ist Hohegaste an die Autobahn angeschlossen.
In Hohegaste wurde 1997 ein Windpark mit 13 Enercon E-40 Windenergieanlagen gebaut und von der Windenergiepark Hohegaste GmbH & Co.KG betrieben. Im Jahr 2017 wurde der Windpark „repowered“.  Die 13 alten Anlagen wurden für ca. 20 Millionen Euro durch vier Anlagen des Typs Enercon 101 mit insgesamt 12,2 Megawatt Leistung ersetzt. Die  EWE Erneuerbare Energien hat 2018 den Windpark übernommen. Der Kauf erfolgte gemeinsam mit dem Projektierer Enova, beide Unternehmen halten nun je 50 Prozent der Anteile.

## Geschichte
Der Name Hohegaste rührt von der Lage der Wohnplätze auf dem Geestrücken (Friesisch: Gaste) entlang der Ems. Es gibt Siedlungsbefunde aus der Römischen Kaiserzeit und der Völkerwanderungszeit. 2009 wurden bei Bauarbeiten für eine neue Erdgaspipeline Siedlungsspuren aus der Zeit zwischen dem 1. und 5. Jahrhundert nach Christus gefunden. Bisher identifizierten die Forscher auf Stelzen errichtete Speicherschuppen, Gräben, einen Steg und sogar Uferbefestigungen.
Bereits 1550 wird der Ort als Hohegast, hoghe Gast erwähnt. Auf der Ostfrieslandkarte von Ubbo Emmius von 1599 wird der Ort als Gast bezeichnet.
Noch bis Mitte des 16. Jahrhunderts soll es eine Kapelle/Kirche und eine Pfarrstelle gegeben haben.
Im Jahr 1882 wurde Hohegaste mit 5 Hofplätzen angegeben. Um 1900 wurden 79 Einwohner gezählt und 1933 waren es 96. Von Mai bis November 1939 haben jüdische Arbeiter aus Wien in fünf Arbeitslagern im Landkreis Leer, unter anderem eines in Hohegaste, gelebt und im Zuge großer Baumaßnahmen an den Deichen von Leda, Jümme und Ems gearbeitet. Es soll sich hauptsächlich um Intellektuelle, Musiker, Bankiers etc. gehandelt haben, die sicher nicht freiwillig die schwere Arbeit verrichteten. Viele von ihnen erkrankten und durften das Lager wieder verlassen. Die Lager wurden im Oktober bis November 1939 aufgelöst. Elf Juden aus dem Lager Nüttermoor wurden danach im November und Dezember 1939 noch auf unbestimmte Zeit im Lager Hohegaste untergebracht, über das nichts weiter bekannt ist.
Gegen Ende des Zweiten Weltkrieges rückten die alliierten Truppen auf der westlichen Emsseite näher. Am 26. April 1945 konzentrierte sich ihr Artilleriefeuer auf die Gemeinde Hohegaste. Auch am 29. April lagen Hohegaste und Nüttermoor unter starkem Artilleriebeschuss. Es entstand hoher Sachschaden und mehrere Menschen starben, darunter auch ein französischer Kriegsgefangener.
1958 wurde die Einwohnerzahl mit 101 angegeben. Bis zur Eingemeindung am 1. Januar 1973 war Hohegaste eine eigene Gemeinde.